# Krystyna Mazur
Krystyna Marianna Mazur (ur. 23 marca 1951 w Rusinowie) – polska bibliotekarka i polityk, posłanka na Sejm PRL VIII kadencji.

## Życiorys
Uzyskała tytuł zawodowy magistra bibliotekoznawstwa i informacji naukowej na Uniwersytecie Warszawskim. Została kierowniczką Gminnej Biblioteki Publicznej w Rusinowie.
W 1970 wstąpiła do Zjednoczonego Stronnictwa Ludowego, gdzie była sekretarzem Gminnego Komitetu oraz członkinią Naczelnego Komitetu. Pełniła funkcję wiceprzewodniczącej Gminnej Rady Narodowej. W latach 1980–1985 sprawowała mandat posłanki na Sejm PRL VIII kadencji w okręgu Radom. Pełniła funkcję sekretarza Sejmu. Zasiadała w Komisji Kultury i Sztuki, Komisji Oświaty i Wychowania oraz w Komisji Kultury.